# School (песня)
«School» (с англ. — «Школа») — песня американской гранж-группы Nirvana, впервые вышедшая на их альбоме Bleach в 1989 году под номером 4. Также песня была в последующем выпущена в рамках концертного альбома From the Muddy Banks of the Wishkah в 1996 году, на бокс-сете With the Lights Out в 2004 и в рамках концертных альбомов Live at the Paramount, Live at Reading и Live and Loud. Помимо этого, композиция была сыграна на последнем концерте Nirvana в Мюнхене, Германия 1 марта 1994 года незадолго до смерти Курта Кобейна.

## Музыка и лирика
«School» представляет собой альтернативную рок-песню длительностью 2 минуты 42 секунды c ритмом 4/4 и темпом 87. Она базируется на неравномерном чередовании нот E — A в куплете и последовательности квинтаккордов C5 — A5 — E5 — D5 в припеве на гитаре с дисторшном. Также в песне присутствует гитарное соло, длящееся приблизительно 34 секунды и являющееся, пожалуй, одним из самых трудных среди всех песен Nirvana.
Композиция примечательна тем, что она является самой небогатой по лирике песней группы, так как в ней присутствует всего лишь 3 фразы: «Won’t you believe it it’s just my luck» (повторяется на протяжении всего куплета), «No recess!» (повторяется в припеве) и «You’re in high school again» (повторяется в куплете после соло-части).
Довольно плодотворным периодом для Nirvana был тур по Европе в 1989 году с их товарищами по лейблу Sub Pop TAD. «School» была первой песней в их концертном сете, и, как вспоминает соучредитель Sup Pop Брюс Пэвитт, к концу тура Курт Кобейн «выглянул в аудиторию, и увидел, что в аудитории находятся люди, которые избивали его в школе». Это о многом говорило Курту, и он впоследствии написал песню «In Bloom», которая насмехалась над теми людьми, которые «любили все милые песенки» группы. Это также показало, насколько измученным и разочарованным стал Кобейн ещё до того, как Nirvana подписала контракт с Geffen Records и выпустила Nevermind, который впоследствии стал мировым хитом.
Песня была о том, как фронтмен коллектива видел гранж-сцену в Вашингтоне, сравнивая их с некими группировками в школе. «Ты снова в старшей школе» (англ. You’re in high school again), — поёт он.

## Отзывы и рейтинги
В 2015 году Rolling Stone выпустил свой рейтинг «102 лучших песен Nirvana», «School» заняла 16 место, обогнав все песни Bleach в топе, за исключением «Negative Creep» и «About a Girl».
Помимо этого, «School» была использована в фильме «Лучшие годы Рок-н-Ролла» 2009 года.